# بيدرو مارتينيز (كرة سلة)
بيدرو مارتينيز (بالإسبانية: Pedro Martínez Sánchez)‏ مواليد 29 يونيو 1961 في برشلونة، هو مدرب كرة سلة إسباني ولاعب سابق. يدرب فالنسيا باسكت في الدوري الإسباني لكرة السلة.

## الإنجازات
- كأس كوراتش لكرة السلة: (1)
  - 1989–90

## روابط خارجية
- بيدرو مارتينيز على موقع الدوري الإسباني لكرة السلة (الإسبانية)